# Antiverso
Antiverso, ou antiuniverso, é a hipótese de que todos os universos têm um gêmeo para equilibrar todas as simetrias entre os dois universos. O antiverso de nosso universo seria igual ao nosso, exceto que toda a matéria seria antimatéria e o tempo correria para trás (do nosso ponto de vista).
O conceito surgiu de um trabalho teórico realizado no Perimeter Institute, em Toronto em 2020.
A teoria prevê a existência em nosso universo de uma partícula chamada neutrino destro com uma massa de cerca de 5×108 GeV, cerca de 500 milhões de vezes a massa do próton. Os autores ressaltam que vislumbres de partículas dessa energia foram observados em dados da Antena Impulsiva Transiente da Antártica.

Diagramas de Penrose de várias soluções para buraco negro

Em diagramas de Penrose sobre o espaço-tempo, para soluções de buraco negro em rotação, o antiverso seria caracterizado como um universo antigravidade através de singularidade toroidal (em forma de anel), também havendo antiversos paralelos.